# Pentium II

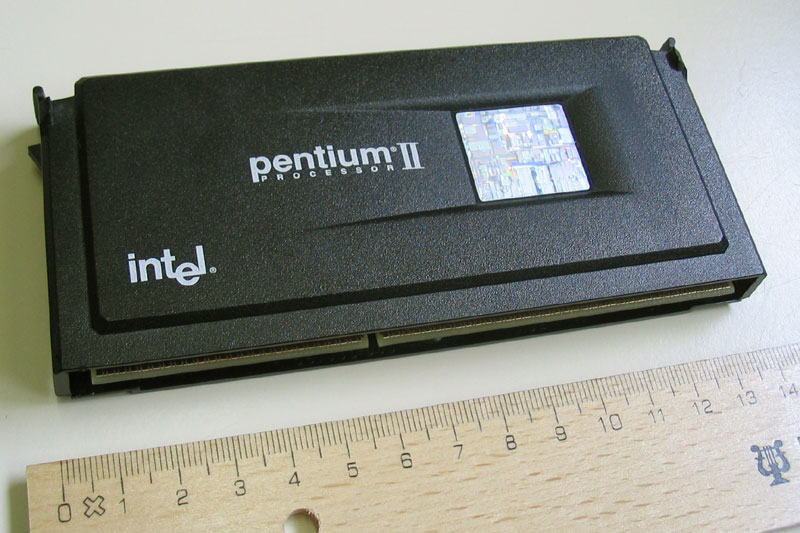
Pentium II – voorkant

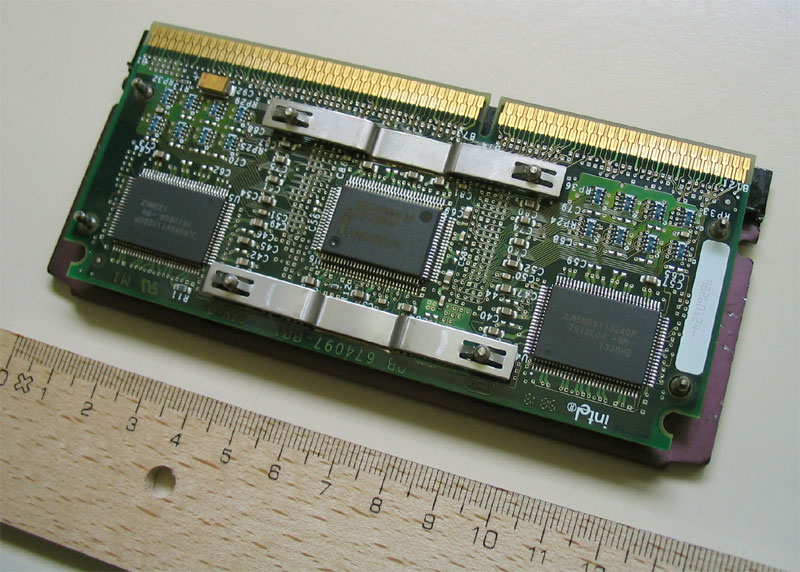
Pentium II – Binnenkant voorkant

De Pentium II is een microprocessor van Intel, gebruikmakend van de X86-instructieset. De Pentium II werd geïntroduceerd op 7 mei 1997 en is gebaseerd op een aangepaste versie van de P6-core, die als eerste in de Pentium Pro gebruikt is. De 16-bit-prestaties waren verbeterd en daarnaast waren de MMX-instructies toegevoegd die Intel al eerder had gebruikt in de Pentium MMX.

## Geschiedenis
De oorspronkelijke Klamath Pentium II-processoren, met kloksnelheden van 233 en 266 MHz, werden geproduceerd met een 0,35 µm-proces. Ze werden bij gebruik erg warm (voor hun tijd). Het ontwerp van deze processor kwam niet volledig tot zijn recht door de front side bus van slechts 66 MHz. Later in 1997 werd een 300 MHz Klamath geïntroduceerd.
In januari 1998 verscheen voor het eerst de Deschutes-core op het toneel, met 333 MHz. Deze processoren waren geproduceerd met een 0,25µm-proces, welke zuiniger is dan dat van de Klamath. Ook werd de Deschutes opmerkelijk minder warm bij gebruik. Door ondersteuning van een front side bus van 100 MHz werd flinke prestatiewinst mogelijk gemaakt. Tijdens 1998 werden ook Pentium II's geïntroduceerd die op 266, 300, 350, 400 en 450 MHz draaiden. Er kwam een nieuwe geheugenstandaard: het oude EdoRAM werd vervangen door SD-RAM. Verder was er de nieuwe AGP-standaard voor videokaarten.
In het begin van 1999 volgde de Pentium III de Pentium II op.

## Kenmerken
In tegenstelling tot eerdere processoren van Intel zoals de Pentium en Pentium Pro, maakte de Pentium II gebruik van een slot in plaats van een socket. Hierdoor was het geheel een stuk groter. Deze keuze van Intel had te maken met de plaatsing van het L2-cache; zij wilden dit buiten de processor zelf houden. De cache opereerde slechts op de helft van de snelheid van de processor. Dit compromis was echter nodig om de Pentium II betaalbaar te houden.
Een budgetversie van deze processor werd Celeron genoemd. In principe was dat een Pentium II met minder (of geen) L2-cache. Ook was er een high-end uitvoering, de Pentium II Xeon, voor gebruik in servers.

## Modellen

### Desktop

#### Klamath (350 nm)
- L1-Cache: 16 + 16 kB (Data + Instructies)
- L2-Cache: 512 KB, externe chips op CPU-module, halve snelheid
- Slot 1 (GTL+)
- MMX
- Front side bus: 66 MHz
- VCore: 2.8V
- Introductiedatum: 7 mei 1997
- Kloksnelheid: 233, 266, 300 MHz

#### Deschutes (250 nm)
- L1-Cache: 16 + 16 kB (Data + Instructies)
- L2-Cache: 512 KB, externe chips op CPU-module, halve snelheid
- Slot 1 (GTL+)
- MMX
- Front side bus: 66, 100 MHz
- VCore: 2.0V
- Introductiedatum: 26 januari 1998
- Kloksnelheid: 266 - 450 MHz
  - 66 MHz FSB: 266, 300, 333 MHz
  - 100 MHz FSB: 350, 400, 450 MHz

### Mobiel

#### Tonga (80523)
Mobile Pentium II

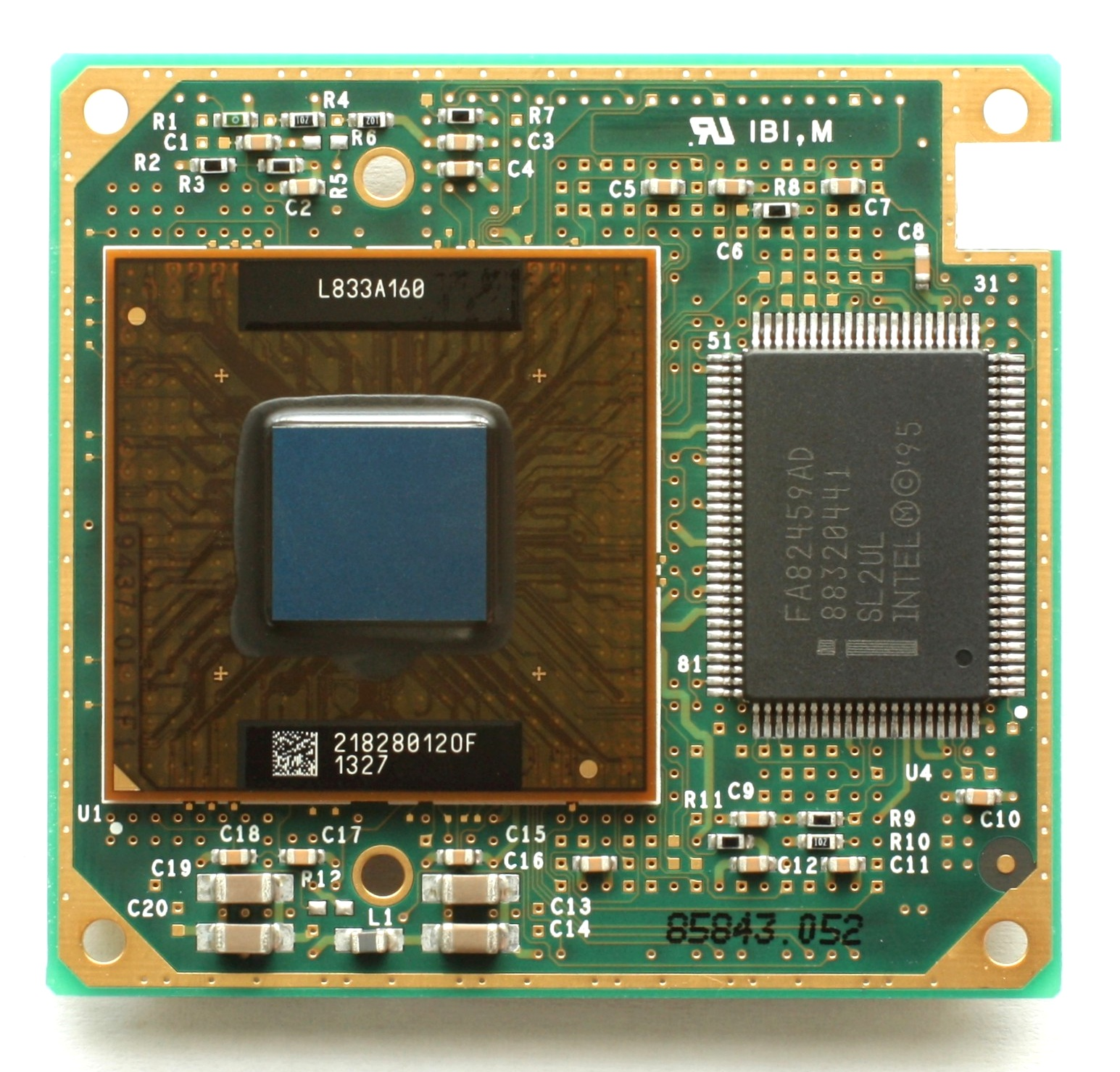
Mobiel Pentium II (Tonga).

- L1 cache: 16 + 16 KiB (Data + Instructions)
- L2 cache: 512 kB, externe chips op CPU-module, draait op de halve kloksnelheid van de processor
- Package: MMC-1, MMC-2, Mini-Cartridge
- MMX
- Front side bus: 66 MHz, GTL+
- VCore: 1,6 V
- Proces: 0,25 µm CMOS
- Introductiedatum: 7 juni 1997
- Kloksnelheid: 233, 266, 300 MHz

#### Dixon (80524)

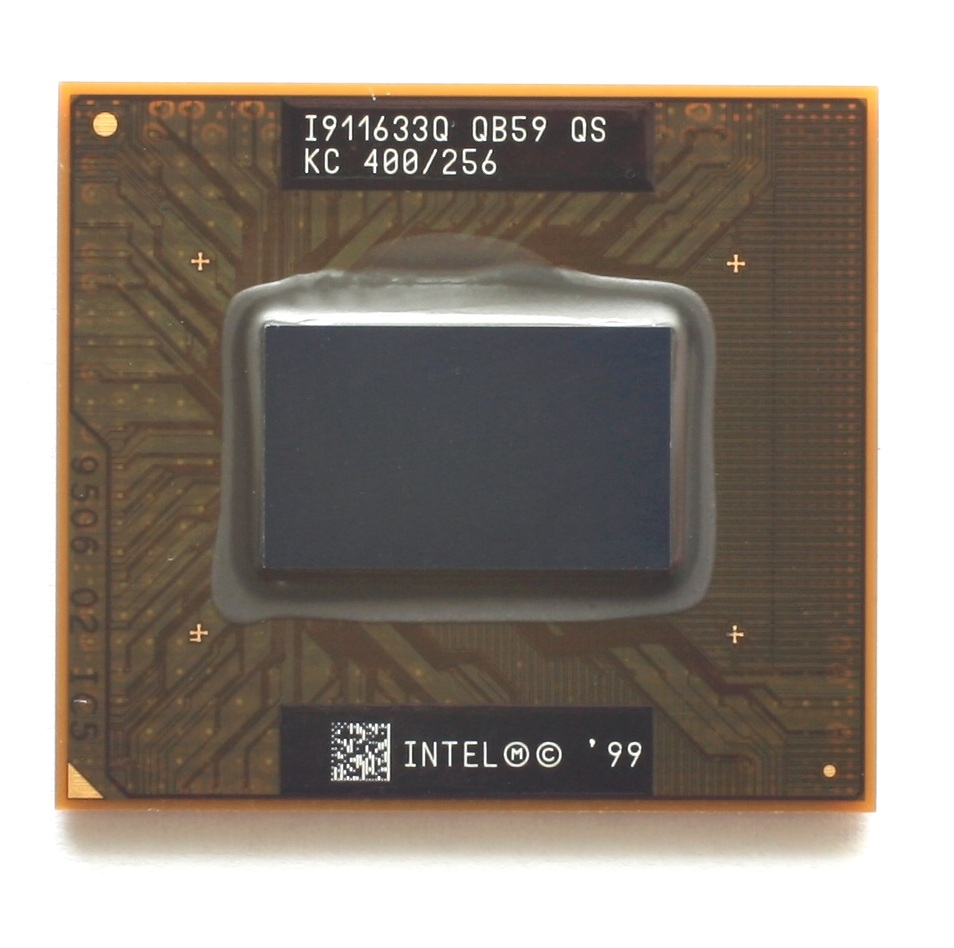
Mobiel Intel Pentium II (Dixon) 400 MHz.

Mobile Pentium II PE ("Performance Enhanced")
- L1 cache: 16 + 16 KiB (Data + Instructies)
- L2 cache: 256 KiB, volledige snelheid (cache in de processor zelf)
- Package: BGA1, MMC-1, MMC-2, μPGA1
- MMX
- Front side bus: 66, 100 MHz, GTL+
- VCore: 1,5, 1,55, 1,6 V, 2,0 V
- Proces: 0,25 µm, 0,18 µm (alleen 400 MHz) CMOS
- Introductiedatum: 25 januari 1999
- Kloksnelheid: 266 - 400 MHz